# Volta à Comunidade Valenciana de 2022
A 73.ª edição da competição ciclista Volta à Comunidade Valenciana foi uma corrida de ciclismo de estrada por etapas que se celebrou entre 2 e 6 de fevereiro na Espanha, com início no município da Comunidade Valenciana de Alquerías del Niño Perdido e final na cidade de Valência sobre um percurso de 779 quilómetros.
A corrida fez parte do UCI ProSeries de 2022, calendário ciclístico mundial de segunda divisão, dentro da categoria UCI 2.pro e foi vencida pelo russo Aleksandr Vlasov do Bora-Hansgrohe. Completaram o pódio, como segundo e terceiro classificado respectivamente, o belga Remco Evenepoel do Quick-Step Alpha Vinyl e o espanhol Carlos Rodríguez do Ineos Grenadiers.

## Equipas participantes
Tomaram parte na corrida 23 equipas: 15 de categoria UCI WorldTeam convidados pela organização e 8 de categoria UCI ProTeam. Formaram assim um pelotão de 159 ciclistas dos que acabaram 117. As equipas participantes foram:
| Equipes WorldTeam (15)- Groupama-FDJ - Ineos Grenadiers - Trek-Segafredo - BikeExchange-Jayco - Intermarché-Wanty-Gobert Matériaux - Jumbo-Visma - Israel-Premier Tech - Astana Qazaqstan Team - Movistar Team - UAE Team Emirates - Quick-Step Alpha Vinyl - Bora-Hansgrohe - AG2R Citroën Team - Team DSM - Bahrain Victorious Equipes ProTeam (8)- Burgos-BH - Caja Rural-Seguros RGA - Human Powered Health - Euskaltel-Euskadi - B&B Hotels-KTM - Bingoal Pauwels Sauces WB - Equipo Kern Pharma - Gazprom-RusVelo |
| |

## Percorrido
A Volta à Comunidade Valenciana dispôs de cinco etapas para um percurso total de 626 quilómetros.
| Etapa | Data   | Percurso                                        | type            | Distância (km) | Elevação (m) | Vencedor         | Líder geral      |
| ----- | ------ | ----------------------------------------------- | --------------- | -------------- | ------------ | ---------------- | ---------------- |
| 1     | 2 fev. | Alquerías del Niño Perdido – Torralba del Pinar | alta montanha   | 166,7          | 3 141 m      | Remco Evenepoel  | Remco Evenepoel  |
| 2     | 3 fev. | Bétera – Torrent                                | etapa escarpada | 172,1          | 2 408 m      | Fabio Jakobsen   | Remco Evenepoel  |
| 3     | 4 fev. | Alicante – Maigmó                               | alta montanha   | 155,1          | 3 616 m      | Aleksandr Vlasov | Aleksandr Vlasov |
| 4     | 5 fev. | Orihuela – Torrevieja                           | etapa plana     | 193,1          | 1 236 m      | Matteo Moschetti | Aleksandr Vlasov |
| 5     | 6 fev. | Paterna – Valência                              | etapa plana     | 92             | 706 m        | Fabio Jakobsen   | Aleksandr Vlasov |

## Desenvolvimento da corrida

### 1.ª etapa
| Alquerías del Niño Perdido - Torralba del Pinar | alta montanha | (166,7 km) |

| \| Classificação por etapas \| Classificação por etapas \| Classificação por etapas \| Classificação por etapas \| Classificação por etapas \| \| Ciclista \| Ciclista \| Equipe \| Tempo \| \| \| ------------------------ \| ------------------------ \| ------------------------ \| ------------------------ \| ------------------------ \| \| 1. \| Remco Evenepoel \| Quick-Step Alpha Vinyl \| 4h16m32s \| \| \| 2. \| Aleksandr Vlasov \| Bora-Hansgrohe \| + 16s \| \| \| 3. \| Carlos Rodríguez \| Ineos Grenadiers \| + 31s \| \| \| 4. \| Enric Mas \| Movistar Team \| + 32s \| \| \| 5. \| Luis León Sánchez \| Bahrain Victorious \| + 32s \| \| \| 6. \| Antwan Tolhoek \| Trek-Segafredo \| + 32s \| \| \| 7. \| Alejandro Valverde \| Movistar Team \| + 32s \| \| \| 8. \| Jakob Fuglsang \| Israel-Premier Tech \| + 32s \| \| \| 9. \| Matej Mohorič \| Bahrain Victorious \| + 42s \| \| \| 10. \| David de la Cruz \| Astana Qazaqstan Team \| + 53s \| \| |                    |                        |          |
| |                    |                        |          |
| Fonte: ProCyclingStats |                    |                        |          |
| Classificação por etapas |                    |                        |          |
| Ciclista | Ciclista           | Equipe                 | Tempo    |
| 1. | Remco Evenepoel    | Quick-Step Alpha Vinyl | 4h16m32s |
| 2. | Aleksandr Vlasov   | Bora-Hansgrohe         | + 16s    |
| 3. | Carlos Rodríguez   | Ineos Grenadiers       | + 31s    |
| 4. | Enric Mas          | Movistar Team          | + 32s    |
| 5. | Luis León Sánchez  | Bahrain Victorious     | + 32s    |
| 6. | Antwan Tolhoek     | Trek-Segafredo         | + 32s    |
| 7. | Alejandro Valverde | Movistar Team          | + 32s    |
| 8. | Jakob Fuglsang     | Israel-Premier Tech    | + 32s    |
| 9. | Matej Mohorič      | Bahrain Victorious     | + 42s    |
| 10. | David de la Cruz   | Astana Qazaqstan Team  | + 53s    |

| \| Classificação geral \| Classificação geral \| Classificação geral \| Classificação geral \| Classificação geral \| \| Ciclista \| Ciclista \| Equipe \| Tempo \| \| \| ------------------- \| ------------------- \| ---------------------- \| ------------------- \| ------------------- \| \| 1. \| Remco Evenepoel \| Quick-Step Alpha Vinyl \| 4h16m22s \| \| \| 2. \| Aleksandr Vlasov \| Bora-Hansgrohe \| + 19s \| \| \| 3. \| Carlos Rodríguez \| Ineos Grenadiers \| + 37s \| \| \| 4. \| Enric Mas \| Movistar Team \| + 42s \| \| \| 5. \| Luis León Sánchez \| Bahrain Victorious \| + 42s \| \| \| 6. \| Antwan Tolhoek \| Trek-Segafredo \| + 42s \| \| \| 7. \| Alejandro Valverde \| Movistar Team \| + 42s \| \| \| 8. \| Jakob Fuglsang \| Israel-Premier Tech \| + 42s \| \| \| 9. \| Matej Mohorič \| Bahrain Victorious \| + 48s \| \| \| 10. \| David de la Cruz \| Astana Qazaqstan Team \| + 1m03s \| \| |                    |                        |          |
| |                    |                        |          |
| Fonte: ProCyclingStats |                    |                        |          |
| Classificação geral |                    |                        |          |
| Ciclista | Ciclista           | Equipe                 | Tempo    |
| 1. | Remco Evenepoel    | Quick-Step Alpha Vinyl | 4h16m22s |
| 2. | Aleksandr Vlasov   | Bora-Hansgrohe         | + 19s    |
| 3. | Carlos Rodríguez   | Ineos Grenadiers       | + 37s    |
| 4. | Enric Mas          | Movistar Team          | + 42s    |
| 5. | Luis León Sánchez  | Bahrain Victorious     | + 42s    |
| 6. | Antwan Tolhoek     | Trek-Segafredo         | + 42s    |
| 7. | Alejandro Valverde | Movistar Team          | + 42s    |
| 8. | Jakob Fuglsang     | Israel-Premier Tech    | + 42s    |
| 9. | Matej Mohorič      | Bahrain Victorious     | + 48s    |
| 10. | David de la Cruz   | Astana Qazaqstan Team  | + 1m03s  |

### 2.ª etapa
| Bétera - Torrent | etapa escarpada | (172,1 km) |

| \| Classificação por etapas \| Classificação por etapas \| Classificação por etapas \| Classificação por etapas \| Classificação por etapas \| \| Ciclista \| Ciclista \| Equipe \| Tempo \| \| \| ------------------------ \| ------------------------ \| ---------------------------------- \| ------------------------ \| ------------------------ \| \| 1. \| Fabio Jakobsen \| Quick-Step Alpha Vinyl \| 4h09m51s \| \| \| 2. \| Juan Sebastián Molano \| UAE Team Emirates \| + 0s \| \| \| 3. \| Elia Viviani \| Ineos Grenadiers \| + 0s \| \| \| 4. \| Matej Mohorič \| Bahrain Victorious \| + 0s \| \| \| 5. \| Alexander Kristoff \| Intermarché-Wanty-Gobert Matériaux \| + 0s \| \| \| 6. \| Luca Mozzato \| B&B Hotels-KTM \| + 0s \| \| \| 7. \| Remco Evenepoel \| Quick-Step Alpha Vinyl \| + 0s \| \| \| 8. \| Andrea Pasqualon \| Intermarché-Wanty-Gobert Matériaux \| + 0s \| \| \| 9. \| Laurenz Rex \| Bingoal Pauwels Sauces WB \| + 0s \| \| \| 10. \| Jesús Ezquerra \| Burgos-BH \| + 0s \| \| |                       |                                    |          |
| |                       |                                    |          |
| Fonte: ProCyclingStats |                       |                                    |          |
| Classificação por etapas |                       |                                    |          |
| Ciclista | Ciclista              | Equipe                             | Tempo    |
| 1. | Fabio Jakobsen        | Quick-Step Alpha Vinyl             | 4h09m51s |
| 2. | Juan Sebastián Molano | UAE Team Emirates                  | + 0s     |
| 3. | Elia Viviani          | Ineos Grenadiers                   | + 0s     |
| 4. | Matej Mohorič         | Bahrain Victorious                 | + 0s     |
| 5. | Alexander Kristoff    | Intermarché-Wanty-Gobert Matériaux | + 0s     |
| 6. | Luca Mozzato          | B&B Hotels-KTM                     | + 0s     |
| 7. | Remco Evenepoel       | Quick-Step Alpha Vinyl             | + 0s     |
| 8. | Andrea Pasqualon      | Intermarché-Wanty-Gobert Matériaux | + 0s     |
| 9. | Laurenz Rex           | Bingoal Pauwels Sauces WB          | + 0s     |
| 10. | Jesús Ezquerra        | Burgos-BH                          | + 0s     |

| \| Classificação geral \| Classificação geral \| Classificação geral \| Classificação geral \| Classificação geral \| \| Ciclista \| Ciclista \| Equipe \| Tempo \| \| \| ------------------- \| ------------------- \| ---------------------- \| ------------------- \| ------------------- \| \| 1. \| Remco Evenepoel \| Quick-Step Alpha Vinyl \| 8h26m13s \| \| \| 2. \| Aleksandr Vlasov \| Bora-Hansgrohe \| + 19s \| \| \| 3. \| Carlos Rodríguez \| Ineos Grenadiers \| + 37s \| \| \| 4. \| Luis León Sánchez \| Bahrain Victorious \| + 42s \| \| \| 5. \| Enric Mas \| Movistar Team \| + 42s \| \| \| 6. \| Alejandro Valverde \| Movistar Team \| + 42s \| \| \| 7. \| Jakob Fuglsang \| Israel-Premier Tech \| + 42s \| \| \| 8. \| Antwan Tolhoek \| Trek-Segafredo \| + 42s \| \| \| 9. \| Matej Mohorič \| Bahrain Victorious \| + 48s \| \| \| 10. \| Juan Ayuso \| UAE Team Emirates \| + 1m14s \| \| |                    |                        |          |
| |                    |                        |          |
| Fonte: ProCyclingStats |                    |                        |          |
| Classificação geral |                    |                        |          |
| Ciclista | Ciclista           | Equipe                 | Tempo    |
| 1. | Remco Evenepoel    | Quick-Step Alpha Vinyl | 8h26m13s |
| 2. | Aleksandr Vlasov   | Bora-Hansgrohe         | + 19s    |
| 3. | Carlos Rodríguez   | Ineos Grenadiers       | + 37s    |
| 4. | Luis León Sánchez  | Bahrain Victorious     | + 42s    |
| 5. | Enric Mas          | Movistar Team          | + 42s    |
| 6. | Alejandro Valverde | Movistar Team          | + 42s    |
| 7. | Jakob Fuglsang     | Israel-Premier Tech    | + 42s    |
| 8. | Antwan Tolhoek     | Trek-Segafredo         | + 42s    |
| 9. | Matej Mohorič      | Bahrain Victorious     | + 48s    |
| 10. | Juan Ayuso         | UAE Team Emirates      | + 1m14s  |

### 3.ª etapa
| Alicante - Maigmó | alta montanha | (155,1 km) |

| \| Classificação por etapas \| Classificação por etapas \| Classificação por etapas \| Classificação por etapas \| Classificação por etapas \| \| Ciclista \| Ciclista \| Equipe \| Tempo \| \| \| ------------------------ \| ------------------------ \| ------------------------ \| ------------------------ \| ------------------------ \| \| 1. \| Aleksandr Vlasov \| Bora-Hansgrohe \| 4h02m17s \| \| \| 2. \| Carlos Rodríguez \| Ineos Grenadiers \| + 14s \| \| \| 3. \| Enric Mas \| Movistar Team \| + 21s \| \| \| 4. \| Pello Bilbao \| Bahrain Victorious \| + 29s \| \| \| 5. \| Alejandro Valverde \| Movistar Team \| + 29s \| \| \| 6. \| Jakob Fuglsang \| Israel-Premier Tech \| + 32s \| \| \| 7. \| Giulio Ciccone \| Trek-Segafredo \| + 35s \| \| \| 8. \| Remco Evenepoel \| Quick-Step Alpha Vinyl \| + 41s \| \| \| 9. \| Luis León Sánchez \| Bahrain Victorious \| + 41s \| \| \| 10. \| David de la Cruz \| Astana Qazaqstan Team \| + 50s \| \| |                    |                        |          |
| |                    |                        |          |
| Fonte: ProCyclingStats |                    |                        |          |
| Classificação por etapas |                    |                        |          |
| Ciclista | Ciclista           | Equipe                 | Tempo    |
| 1. | Aleksandr Vlasov   | Bora-Hansgrohe         | 4h02m17s |
| 2. | Carlos Rodríguez   | Ineos Grenadiers       | + 14s    |
| 3. | Enric Mas          | Movistar Team          | + 21s    |
| 4. | Pello Bilbao       | Bahrain Victorious     | + 29s    |
| 5. | Alejandro Valverde | Movistar Team          | + 29s    |
| 6. | Jakob Fuglsang     | Israel-Premier Tech    | + 32s    |
| 7. | Giulio Ciccone     | Trek-Segafredo         | + 35s    |
| 8. | Remco Evenepoel    | Quick-Step Alpha Vinyl | + 41s    |
| 9. | Luis León Sánchez  | Bahrain Victorious     | + 41s    |
| 10. | David de la Cruz   | Astana Qazaqstan Team  | + 50s    |

| \| Classificação geral \| Classificação geral \| Classificação geral \| Classificação geral \| Classificação geral \| \| Ciclista \| Ciclista \| Equipe \| Tempo \| \| \| ------------------- \| ------------------- \| ---------------------- \| ------------------- \| ------------------- \| \| 1. \| Aleksandr Vlasov \| Bora-Hansgrohe \| 12h28m39s \| \| \| 2. \| Remco Evenepoel \| Quick-Step Alpha Vinyl \| + 32s \| \| \| 3. \| Carlos Rodríguez \| Ineos Grenadiers \| + 36s \| \| \| 4. \| Enric Mas \| Movistar Team \| + 50s \| \| \| 5. \| Alejandro Valverde \| Movistar Team \| + 1m02s \| \| \| 6. \| Jakob Fuglsang \| Israel-Premier Tech \| + 1m05s \| \| \| 7. \| Luis León Sánchez \| Bahrain Victorious \| + 1m14s \| \| \| 8. \| Giulio Ciccone \| Trek-Segafredo \| + 2m00s \| \| \| 9. \| Pavel Sivakov \| Ineos Grenadiers \| + 2m05s \| \| \| 10. \| David de la Cruz \| Astana Qazaqstan Team \| + 2m28s \| \| |                    |                        |           |
| |                    |                        |           |
| Fonte: ProCyclingStats |                    |                        |           |
| Classificação geral |                    |                        |           |
| Ciclista | Ciclista           | Equipe                 | Tempo     |
| 1. | Aleksandr Vlasov   | Bora-Hansgrohe         | 12h28m39s |
| 2. | Remco Evenepoel    | Quick-Step Alpha Vinyl | + 32s     |
| 3. | Carlos Rodríguez   | Ineos Grenadiers       | + 36s     |
| 4. | Enric Mas          | Movistar Team          | + 50s     |
| 5. | Alejandro Valverde | Movistar Team          | + 1m02s   |
| 6. | Jakob Fuglsang     | Israel-Premier Tech    | + 1m05s   |
| 7. | Luis León Sánchez  | Bahrain Victorious     | + 1m14s   |
| 8. | Giulio Ciccone     | Trek-Segafredo         | + 2m00s   |
| 9. | Pavel Sivakov      | Ineos Grenadiers       | + 2m05s   |
| 10. | David de la Cruz   | Astana Qazaqstan Team  | + 2m28s   |

### 4.ª etapa
| Orihuela - Torrevieja | etapa plana | (193,1 km) |

| \| Classificação por etapas \| Classificação por etapas \| Classificação por etapas \| Classificação por etapas \| Classificação por etapas \| \| Ciclista \| Ciclista \| Equipe \| Tempo \| \| \| ------------------------ \| ------------------------ \| ---------------------------------- \| ------------------------ \| ------------------------ \| \| 1. \| Matteo Moschetti \| Trek-Segafredo \| 4h32m17s \| \| \| 2. \| Manuel Peñalver \| Burgos-BH \| + 0s \| \| \| 3. \| Alexander Kristoff \| Intermarché-Wanty-Gobert Matériaux \| + 0s \| \| \| 4. \| Elia Viviani \| Ineos Grenadiers \| + 0s \| \| \| 5. \| Fabio Jakobsen \| Quick-Step Alpha Vinyl \| + 0s \| \| \| 6. \| Stanislaw Aniolkowski \| Bingoal Pauwels Sauces WB \| + 0s \| \| \| 7. \| Juan Sebastián Molano \| UAE Team Emirates \| + 0s \| \| \| 8. \| Timothy Dupont \| Bingoal Pauwels Sauces WB \| + 0s \| \| \| 9. \| Matej Mohorič \| Bahrain Victorious \| + 0s \| \| \| 10. \| Luca Mozzato \| B&B Hotels-KTM \| + 0s \| \| |                       |                                    |          |
| |                       |                                    |          |
| Fonte: ProCyclingStats |                       |                                    |          |
| Classificação por etapas |                       |                                    |          |
| Ciclista | Ciclista              | Equipe                             | Tempo    |
| 1. | Matteo Moschetti      | Trek-Segafredo                     | 4h32m17s |
| 2. | Manuel Peñalver       | Burgos-BH                          | + 0s     |
| 3. | Alexander Kristoff    | Intermarché-Wanty-Gobert Matériaux | + 0s     |
| 4. | Elia Viviani          | Ineos Grenadiers                   | + 0s     |
| 5. | Fabio Jakobsen        | Quick-Step Alpha Vinyl             | + 0s     |
| 6. | Stanislaw Aniolkowski | Bingoal Pauwels Sauces WB          | + 0s     |
| 7. | Juan Sebastián Molano | UAE Team Emirates                  | + 0s     |
| 8. | Timothy Dupont        | Bingoal Pauwels Sauces WB          | + 0s     |
| 9. | Matej Mohorič         | Bahrain Victorious                 | + 0s     |
| 10. | Luca Mozzato          | B&B Hotels-KTM                     | + 0s     |

| \| Classificação geral \| Classificação geral \| Classificação geral \| Classificação geral \| Classificação geral \| \| Ciclista \| Ciclista \| Equipe \| Tempo \| \| \| ------------------- \| ------------------- \| ---------------------- \| ------------------- \| ------------------- \| \| 1. \| Aleksandr Vlasov \| Bora-Hansgrohe \| 17h00m56s \| \| \| 2. \| Remco Evenepoel \| Quick-Step Alpha Vinyl \| + 32s \| \| \| 3. \| Carlos Rodríguez \| Ineos Grenadiers \| + 36s \| \| \| 4. \| Enric Mas \| Movistar Team \| + 50s \| \| \| 5. \| Alejandro Valverde \| Movistar Team \| + 1m02s \| \| \| 6. \| Jakob Fuglsang \| Israel-Premier Tech \| + 1m05s \| \| \| 7. \| Luis León Sánchez \| Bahrain Victorious \| + 1m14s \| \| \| 8. \| Giulio Ciccone \| Trek-Segafredo \| + 2m00s \| \| \| 9. \| Pavel Sivakov \| Ineos Grenadiers \| + 2m05s \| \| \| 10. \| David de la Cruz \| Astana Qazaqstan Team \| + 2m28s \| \| |                    |                        |           |
| |                    |                        |           |
| Fonte: ProCyclingStats |                    |                        |           |
| Classificação geral |                    |                        |           |
| Ciclista | Ciclista           | Equipe                 | Tempo     |
| 1. | Aleksandr Vlasov   | Bora-Hansgrohe         | 17h00m56s |
| 2. | Remco Evenepoel    | Quick-Step Alpha Vinyl | + 32s     |
| 3. | Carlos Rodríguez   | Ineos Grenadiers       | + 36s     |
| 4. | Enric Mas          | Movistar Team          | + 50s     |
| 5. | Alejandro Valverde | Movistar Team          | + 1m02s   |
| 6. | Jakob Fuglsang     | Israel-Premier Tech    | + 1m05s   |
| 7. | Luis León Sánchez  | Bahrain Victorious     | + 1m14s   |
| 8. | Giulio Ciccone     | Trek-Segafredo         | + 2m00s   |
| 9. | Pavel Sivakov      | Ineos Grenadiers       | + 2m05s   |
| 10. | David de la Cruz   | Astana Qazaqstan Team  | + 2m28s   |

### 5.ª etapa
| Paterna - Valência | etapa plana | (92 km) |

| \| Classificação por etapas \| Classificação por etapas \| Classificação por etapas \| Classificação por etapas \| Classificação por etapas \| \| Ciclista \| Ciclista \| Equipe \| Tempo \| \| \| ------------------------ \| ------------------------ \| ---------------------------------- \| ------------------------ \| ------------------------ \| \| 1. \| Fabio Jakobsen \| Quick-Step Alpha Vinyl \| 1h55m49s \| \| \| 2. \| Elia Viviani \| Ineos Grenadiers \| + 0s \| \| \| 3. \| Alexander Kristoff \| Intermarché-Wanty-Gobert Matériaux \| + 0s \| \| \| 4. \| Timothy Dupont \| Bingoal Pauwels Sauces WB \| + 0s \| \| \| 5. \| Stanislaw Aniolkowski \| Bingoal Pauwels Sauces WB \| + 0s \| \| \| 6. \| Matteo Trentin \| UAE Team Emirates \| + 0s \| \| \| 7. \| Manuel Peñalver \| Burgos-BH \| + 0s \| \| \| 8. \| Juan Sebastián Molano \| UAE Team Emirates \| + 0s \| \| \| 9. \| Fernando Barceló \| Caja Rural-Seguros RGA \| + 0s \| \| \| 10. \| Michael Mørkøv \| Quick-Step Alpha Vinyl \| + 0s \| \| |                       |                                    |          |
| |                       |                                    |          |
| Fonte: ProCyclingStats |                       |                                    |          |
| Classificação por etapas |                       |                                    |          |
| Ciclista | Ciclista              | Equipe                             | Tempo    |
| 1. | Fabio Jakobsen        | Quick-Step Alpha Vinyl             | 1h55m49s |
| 2. | Elia Viviani          | Ineos Grenadiers                   | + 0s     |
| 3. | Alexander Kristoff    | Intermarché-Wanty-Gobert Matériaux | + 0s     |
| 4. | Timothy Dupont        | Bingoal Pauwels Sauces WB          | + 0s     |
| 5. | Stanislaw Aniolkowski | Bingoal Pauwels Sauces WB          | + 0s     |
| 6. | Matteo Trentin        | UAE Team Emirates                  | + 0s     |
| 7. | Manuel Peñalver       | Burgos-BH                          | + 0s     |
| 8. | Juan Sebastián Molano | UAE Team Emirates                  | + 0s     |
| 9. | Fernando Barceló      | Caja Rural-Seguros RGA             | + 0s     |
| 10. | Michael Mørkøv        | Quick-Step Alpha Vinyl             | + 0s     |

## Classificações finais
- As classificações finalizaram da seguinte forma:[3]

### Classificação geral
| \| Classificação geral \| Classificação geral \| Classificação geral \| Classificação geral \| Classificação geral \| \| Ciclista \| Ciclista \| Equipe \| Tempo \| \| \| ------------------- \| ------------------- \| ---------------------- \| ------------------- \| ------------------- \| \| 1. \| Aleksandr Vlasov \| Bora-Hansgrohe \| 18h56m45s \| \| \| 2. \| Remco Evenepoel \| Quick-Step Alpha Vinyl \| + 32s \| \| \| 3. \| Carlos Rodríguez \| Ineos Grenadiers \| + 36s \| \| \| 4. \| Enric Mas \| Movistar Team \| + 50s \| \| \| 5. \| Alejandro Valverde \| Movistar Team \| + 1m02s \| \| \| 6. \| Jakob Fuglsang \| Israel-Premier Tech \| + 1m05s \| \| \| 7. \| Luis León Sánchez \| Bahrain Victorious \| + 1m14s \| \| \| 8. \| Giulio Ciccone \| Trek-Segafredo \| + 2m00s \| \| \| 9. \| Pavel Sivakov \| Ineos Grenadiers \| + 2m05s \| \| \| 10. \| David de la Cruz \| Astana Qazaqstan Team \| + 2m28s \| \| |                    |                        |           |
| |                    |                        |           |
| Fonte: ProCyclingStats |                    |                        |           |
| Classificação geral |                    |                        |           |
| Ciclista | Ciclista           | Equipe                 | Tempo     |
| 1. | Aleksandr Vlasov   | Bora-Hansgrohe         | 18h56m45s |
| 2. | Remco Evenepoel    | Quick-Step Alpha Vinyl | + 32s     |
| 3. | Carlos Rodríguez   | Ineos Grenadiers       | + 36s     |
| 4. | Enric Mas          | Movistar Team          | + 50s     |
| 5. | Alejandro Valverde | Movistar Team          | + 1m02s   |
| 6. | Jakob Fuglsang     | Israel-Premier Tech    | + 1m05s   |
| 7. | Luis León Sánchez  | Bahrain Victorious     | + 1m14s   |
| 8. | Giulio Ciccone     | Trek-Segafredo         | + 2m00s   |
| 9. | Pavel Sivakov      | Ineos Grenadiers       | + 2m05s   |
| 10. | David de la Cruz   | Astana Qazaqstan Team  | + 2m28s   |

### Classificação da montanha
| Classificação da montanha | Classificação da montanha | Classificação da montanha          | Classificação da montanha | Classificação da montanha |
| Ciclista                  | Ciclista                  | Equipe                             | Pontos                    |                           |
| ------------------------- | ------------------------- | ---------------------------------- | ------------------------- | ------------------------- |
| 1.                        | Benjamin King             | Human Powered Health               | 30 pts                    |                           |
| 2.                        | Aleksandr Vlasov          | Bora-Hansgrohe                     | 14 pts                    |                           |
| 3.                        | Jan Tratnik               | Bahrain Victorious                 | 10 pts                    |                           |
| 4.                        | Remco Evenepoel           | Quick-Step Alpha Vinyl             | 8 pts                     |                           |
| 5.                        | Carlos Rodríguez          | Ineos Grenadiers                   | 8 pts                     |                           |
| 6.                        | Enric Mas                 | Movistar Team                      | 8 pts                     |                           |
| 7.                        | Sven Erik Bystrøm         | Intermarché-Wanty-Gobert Matériaux | 6 pts                     |                           |
| 8.                        | Attila Valter             | Groupama-FDJ                       | 6 pts                     |                           |
| 9.                        | Joan Bou                  | Euskaltel-Euskadi                  | 6 pts                     |                           |
| 10.                       | Jesús Ezquerra            | Burgos-BH                          | 6 pts                     |                           |

### Classificação dos pontos
| Classificação por pontos | Classificação por pontos | Classificação por pontos           | Classificação por pontos | Classificação por pontos |
| Ciclista                 | Ciclista                 | Equipe                             | Pontos                   |                          |
| ------------------------ | ------------------------ | ---------------------------------- | ------------------------ | ------------------------ |
| 1.                       | Fabio Jakobsen           | Quick-Step Alpha Vinyl             | 62 pts                   |                          |
| 2.                       | Aleksandr Vlasov         | Bora-Hansgrohe                     | 50 pts                   |                          |
| 3.                       | Elia Viviani             | Ineos Grenadiers                   | 50 pts                   |                          |
| 4.                       | Alexander Kristoff       | Intermarché-Wanty-Gobert Matériaux | 44 pts                   |                          |
| 5.                       | Remco Evenepoel          | Quick-Step Alpha Vinyl             | 42 pts                   |                          |
| 6.                       | Juan Sebastián Molano    | UAE Team Emirates                  | 37 pts                   |                          |
| 7.                       | Carlos Rodríguez         | Ineos Grenadiers                   | 36 pts                   |                          |
| 8.                       | Matej Mohorič            | Bahrain Victorious                 | 32 pts                   |                          |
| 9.                       | Manuel Peñalver          | Burgos-BH                          | 31 pts                   |                          |
| 10.                      | Enric Mas                | Movistar Team                      | 30 pts                   |                          |

### Classificação dos jovens
| Classificação dos jovens | Classificação dos jovens | Classificação dos jovens | Classificação dos jovens | Classificação dos jovens |
| Ciclista                 | Ciclista                 | Equipe                   | Tempo                    |                          |
| ------------------------ | ------------------------ | ------------------------ | ------------------------ | ------------------------ |
| 1.                       | Remco Evenepoel          | Quick-Step Alpha Vinyl   | 18h57m17s                |                          |
| 2.                       | Carlos Rodríguez         | Ineos Grenadiers         | + 4s                     |                          |
| 3.                       | Pavel Sivakov            | Ineos Grenadiers         | + 1m33s                  |                          |
| 4.                       | Juan Ayuso               | UAE Team Emirates        | + 3m56s                  |                          |
| 5.                       | Maxime Chevalier         | B&B Hotels-KTM           | + 4m35s                  |                          |
| 6.                       | Attila Valter            | Groupama-FDJ             | + 4m54s                  |                          |
| 7.                       | José Félix Parra         | Equipo Kern Pharma       | + 6m19s                  |                          |
| 8.                       | Pelayo Sánchez           | Burgos-BH                | + 6m49s                  |                          |
| 9.                       | Axel Laurance            | B&B Hotels-KTM           | + 8m17s                  |                          |
| 10.                      | Asbjørn Hellemose        | Trek-Segafredo           | + 10m28s                 |                          |

### Classificação por equipas
| Classificação por equipes | Classificação por equipes | Classificação por equipes | Classificação por equipes |
| Equipe                    | Equipe                    | Tempo                     |                           |
| ------------------------- | ------------------------- | ------------------------- | ------------------------- |
| 1.                        | Ineos Grenadiers          | 56h56m00s                 |                           |
| 2.                        | Bahrain Victorious        | + 31s                     |                           |
| 3.                        | Trek-Segafredo            | + 6m51s                   |                           |
| 4.                        | Astana Qazaqstan Team     | + 6m51s                   |                           |
| 5.                        | Movistar Team             | + 7m02s                   |                           |
| 6.                        | Euskaltel-Euskadi         | + 8m18s                   |                           |
| 7.                        | Israel-Premier Tech       | + 10m09s                  |                           |
| 8.                        | Gazprom-RusVelo           | + 14m41s                  |                           |
| 9.                        | Bora-Hansgrohe            | + 19m39s                  |                           |
| 10.                       | Groupama-FDJ              | + 20m08s                  |                           |

## Evolução das classificações
| Etapa                 | Vencedor              | Classificação geral | Classificação da montanha | Classificação dos pontos | Classificação dos jovens | Classificação por equipas |
| --------------------- | --------------------- | ------------------- | ------------------------- | ------------------------ | ------------------------ | ------------------------- |
| 1.ª                   | Remco Evenepoel       | Remco Evenepoel     | Benjamin King             | Remco Evenepoel          | Remco Evenepoel          | Bahrain Victorious        |
| 2.ª                   | Fabio Jakobsen        | Remco Evenepoel     | Benjamin King             | Remco Evenepoel          | Remco Evenepoel          | Bahrain Victorious        |
| 3.ª                   | Aleksandr Vlasov      | Aleksandr Vlasov    | Benjamin King             | Aleksandr Vlasov         | Remco Evenepoel          | Ineos Grenadiers          |
| 4.ª                   | Matteo Moschetti      | Aleksandr Vlasov    | Benjamin King             | Aleksandr Vlasov         | Remco Evenepoel          | Ineos Grenadiers          |
| 5.ª                   | Fabio Jakobsen        | Aleksandr Vlasov    | Benjamin King             | Fabio Jakobsen           | Remco Evenepoel          | Ineos Grenadiers          |
| Classificações finais | Classificações finais | Aleksandr Vlasov    | Benjamin King             | Fabio Jakobsen           | Remco Evenepoel          | Ineos Grenadiers          |

## Ciclistas participantes e posições finais
| Groupama-FDJ GFC | Groupama-FDJ GFC        | Groupama-FDJ GFC |
| ---------------- | ----------------------- | ---------------- |
| Num              | Ciclista                | Pos              |
| 1                | Olivier Le Gac (FRA)    | 42.              |
| 2                | Enzo Paleni (FRA)       | 105.             |
| 3                | Fabian Lienhard (SUI)   | 96.              |
| 4                | Anthony Roux (FRA)      | 55.              |
| 5                | Lars van den Berg (NED) | NP-5             |
| 6                | Attila Valter (HUN)     | 24.              |
| 7                | Bram Welten (NED)       | 107.             |

| Movistar Team MOV | Movistar Team MOV        | Movistar Team MOV |
| ----------------- | ------------------------ | ----------------- |
| Num               | Ciclista                 | Pos               |
| 11                | Jorge Arcas (ESP)        | 66.               |
| 12                | Iñigo Elosegui (ESP)     | 90.               |
| 13                | Juri Hollmann (GER)      | NP-2              |
| 14                | Enric Mas (ESP)          | 4.                |
| 15                | Gregor Mühlberger (AUT)  | 41.               |
| 16                | Einer Rubio (COL)        | NP-2              |
| 17                | Alejandro Valverde (ESP) | 5.                |

| Quick-Step Alpha Vinyl QST | Quick-Step Alpha Vinyl QST | Quick-Step Alpha Vinyl QST |
| -------------------------- | -------------------------- | -------------------------- |
| Num                        | Ciclista                   | Pos                        |
| 21                         | Mattia Cattaneo (ITA)      | 64.                        |
| 22                         | Josef Černý (CZE)          | 117.                       |
| 23                         | Remco Evenepoel (BEL)      | 2.                         |
| 24                         | Mikkel Honoré (DEN)        | NP-4                       |
| 25                         | Fabio Jakobsen (NED)       | 81.                        |
| 26                         | Yves Lampaert (BEL)        | 74.                        |
| 27                         | Michael Mørkøv (DEN)       | 85.                        |

| Ineos Grenadiers IGD | Ineos Grenadiers IGD        | Ineos Grenadiers IGD |
| -------------------- | --------------------------- | -------------------- |
| Num                  | Ciclista                    | Pos                  |
| 31                   | Jonathan Castroviejo (ESP)  | 56.                  |
| 32                   | Omar Fraile (ESP) (estrada) | NP-5                 |
| 33                   | Tao Geoghegan Hart (GBR)    | 12.                  |
| 34                   | Carlos Rodríguez (ESP)      | 3.                   |
| 35                   | Pavel Sivakov (RUS)         | 9.                   |
| 36                   | Ben Swift (GBR) (estrada)   | 50.                  |
| 37                   | Elia Viviani (ITA)          | 92.                  |

| UAE Team Emirates UAD | UAE Team Emirates UAD       | UAE Team Emirates UAD |
| --------------------- | --------------------------- | --------------------- |
| Num                   | Ciclista                    | Pos                   |
| 42                    | Juan Ayuso (ESP)            | 19.                   |
| 43                    | Ryan Gibbons (RSA)          | NP-3                  |
| 44                    | Juan Sebastián Molano (COL) | 89.                   |
| 45                    | Jan Polanc (SLO)            | 62.                   |
| 46                    | Marc Soler (ESP)            | 18.                   |
| 47                    | Matteo Trentin (ITA)        | 80.                   |

| Jumbo-Visma TJV | Jumbo-Visma TJV        | Jumbo-Visma TJV |
| --------------- | ---------------------- | --------------- |
| Num             | Ciclista               | Pos             |
| 51              | Edoardo Affini (ITA)   | NP-4            |
| 52              | David Dekker (NED)     | NP-4            |
| 53              | Pascal Eenkhoorn (NED) | NP-4            |
| 54              | Jos van Emden (NED)    | NP-4            |
| 55              | Gijs Leemreize (NED)   | NP-4            |
| 56              | Sam Oomen (NED)        | NP-4            |
| 57              | Milan Vader (NED)      | NP-4            |

| Bahrain Victorious TBV | Bahrain Victorious TBV        | Bahrain Victorious TBV |
| ---------------------- | ----------------------------- | ---------------------- |
| Num                    | Ciclista                      | Pos                    |
| 61                     | Yukiya Arashiro (JPN)         | 58.                    |
| 62                     | Pello Bilbao (ESP)            | 13.                    |
| 63                     | Jan Tratnik (SLO)             | 20.                    |
| 64                     | Matej Mohorič (SLO) (estrada) | 11.                    |
| 65                     | Luis León Sánchez (ESP)       | 7.                     |
| 66                     | Dylan Teuns (BEL)             | 17.                    |
| 67                     | Stephen Williams (GBR)        | NP-2                   |

| Astana Qazaqstan Team AST | Astana Qazaqstan Team AST   | Astana Qazaqstan Team AST |
| ------------------------- | --------------------------- | ------------------------- |
| Num                       | Ciclista                    | Pos                       |
| 71                        | Vincenzo Nibali (ITA)       | 16.                       |
| 72                        | David de la Cruz (ESP)      | 10.                       |
| 73                        | Manuele Boaro (ITA)         | 75.                       |
| 74                        | Fabio Felline (ITA)         | NP-1                      |
| 75                        | Antonio Nibali (ITA)        | NP-1                      |
| 76                        | Aleksandr Riabushenko (BLR) | 57.                       |
| 77                        | Andrey Zeits (KAZ)          | 37.                       |

| BikeExchange-Jayco BEX | BikeExchange-Jayco BEX        | BikeExchange-Jayco BEX |
| ---------------------- | ----------------------------- | ---------------------- |
| Num                    | Ciclista                      | Pos                    |
| 81                     | Lucas Hamilton (AUS)          | NP-3                   |
| 82                     | Dion Smith (NZL)              | NP-3                   |
| 84                     | Damien Howson (AUS)           | NP-3                   |
| 85                     | Tsgabu Grmay (ETH)            | NP-3                   |
| 86                     | Christopher Juul-Jensen (DEN) | NP-2                   |
| 87                     | Kaden Groves (AUS)            | NP-3                   |

| AG2R Citroën Team ACT | AG2R Citroën Team ACT        | AG2R Citroën Team ACT |
| --------------------- | ---------------------------- | --------------------- |
| Num                   | Ciclista                     | Pos                   |
| 91                    | Félix Gall (AUT)             | NP-3                  |
| 92                    | Jaakko Hänninen (FIN)        | NP-3                  |
| 93                    | Nicolas Prodhomme (FRA)      | 84.                   |
| 94                    | Michael Schär (SUI)          | 31.                   |
| 95                    | Nans Peters (FRA)            | 51.                   |
| 96                    | Gijs Van Hoecke (BEL)        | DNF-2                 |
| 97                    | Valentin Paret-Peintre (FRA) | 52.                   |

| Israel-Premier Tech IPT | Israel-Premier Tech IPT | Israel-Premier Tech IPT |
| ----------------------- | ----------------------- | ----------------------- |
| Num                     | Ciclista                | Pos                     |
| 101                     | Jenthe Biermans (BEL)   | 68.                     |
| 102                     | Matthias Brändle (AUT)  | 115.                    |
| 103                     | Jakob Fuglsang (DEN)    | 6.                      |
| 104                     | Ben Hermans (BEL)       | 53.                     |
| 105                     | Krists Neilands (LAT)   | 87.                     |
| 106                     | Giacomo Nizzolo (ITA)   | 32.                     |
| 107                     | James Piccoli (CAN)     | 135.                    |

| Bora-Hansgrohe BOH | Bora-Hansgrohe BOH     | Bora-Hansgrohe BOH |
| ------------------ | ---------------------- | ------------------ |
| Num                | Ciclista               | Pos                |
| 111                | Patrick Gamper (AUT)   | 79.                |
| 112                | Wilco Kelderman (NED)  | NP-3               |
| 113                | Jonas Koch (GER)       | 72.                |
| 114                | Ide Schelling (NED)    | 70.                |
| 115                | Aleksandr Vlasov (RUS) | 1.                 |
| 116                | Matthew Walls (GBR)    | DNF-3              |
| 117                | Ben Zwiehoff (GER)     | 32.                |

| Trek-Segafredo TFS | Trek-Segafredo TFS      | Trek-Segafredo TFS |
| ------------------ | ----------------------- | ------------------ |
| Num                | Ciclista                | Pos                |
| 121                | Jacopo Mosca (ITA)      | 87.                |
| 122                | Marc Brustenga (ESP)    | 109.               |
| 123                | Giulio Ciccone (ITA)    | 8.                 |
| 124                | Asbjørn Hellemose (DEN) | 40.                |
| 125                | Markus Hoelgaard (NOR)  | 30.                |
| 126                | Matteo Moschetti (ITA)  | 115.               |
| 127                | Antwan Tolhoek (NED)    | 14.                |

| Intermarché-Wanty-Gobert Matériaux IWG | Intermarché-Wanty-Gobert Matériaux IWG | Intermarché-Wanty-Gobert Matériaux IWG |
| -------------------------------------- | -------------------------------------- | -------------------------------------- |
| Num                                    | Ciclista                               | Pos                                    |
| 131                                    | Sven Erik Bystrøm (NOR)                | 39.                                    |
| 132                                    | Barnabás Peák (HUN)                    | 88.                                    |
| 133                                    | Alexander Kristoff (NOR)               | 82.                                    |
| 134                                    | Dimitri Claeys (BEL)                   | 99.                                    |
| 135                                    | Andrea Pasqualon (ITA)                 | 63.                                    |
| 136                                    | Adrien Petit (FRA)                     | 98.                                    |
| 137                                    | Loïc Vliegen (BEL)                     | 38.                                    |

| Team DSM DSM | Team DSM DSM                  | Team DSM DSM |
| ------------ | ----------------------------- | ------------ |
| Num          | Ciclista                      | Pos          |
| 141          | Nikias Arndt (GER)            | NP-4         |
| 142          | Tobias Lund Andresen (DEN)    | NP-3         |
| 143          | Leon Heinschke (GER)          | NP-4         |
| 144          | Jonas Iversby Hvideberg (NOR) | NP-4         |
| 145          | Marius Mayrhofer (GER)        | NP-4         |
| 146          | Casper Pedersen (DEN)         | DNF-3        |
| 147          | Florian Stork (GER)           | NP-4         |

| Caja Rural-Seguros RGA CJR | Caja Rural-Seguros RGA CJR | Caja Rural-Seguros RGA CJR |
| -------------------------- | -------------------------- | -------------------------- |
| Num                        | Ciclista                   | Pos                        |
| 151                        | Mikel Nieve (ESP)          | DNF-3                      |
| 152                        | Eduard Prades (ESP)        | 69.                        |
| 153                        | Julen Amézqueta (ESP)      | 78.                        |
| 154                        | Fernando Barceló (ESP)     | 33.                        |
| 155                        | David González López (ESP) | 77.                        |
| 156                        | Jonathan Lastra (ESP)      | 25.                        |
| 157                        | Sergio Martín (ESP)        | 71.                        |

| Burgos-BH BBH | Burgos-BH BBH         | Burgos-BH BBH |
| ------------- | --------------------- | ------------- |
| Num           | Ciclista              | Pos           |
| 161           | Ángel Madrazo (ESP)   | 114.          |
| 162           | Manuel Peñalver (ESP) | 97.           |
| 163           | Óscar Pelegrí (ESP)   | 112.          |
| 164           | Óscar Cabedo (ESP)    | 53.           |
| 165           | Pelayo Sánchez (ESP)  | 29.           |
| 166           | Jesús Ezquerra (ESP)  | 73.           |
| 167           | Daniel Navarro (ESP)  | 36.           |

| Euskaltel-Euskadi EUS | Euskaltel-Euskadi EUS    | Euskaltel-Euskadi EUS |
| --------------------- | ------------------------ | --------------------- |
| Num                   | Ciclista                 | Pos                   |
| 171                   | Xabier Azparren (ESP)    | 111.                  |
| 172                   | Ibai Azurmendi (ESP)     | 27.                   |
| 173                   | Joan Bou (ESP)           | 54.                   |
| 174                   | Antonio Jesús Soto (ESP) | 45.                   |
| 175                   | Txomin Juaristi (ESP)    | 101.                  |
| 176                   | Mikel Iturria (ESP)      | 22.                   |
| 177                   | Gotzon Martín (ESP)      | 35.                   |

| Equipo Kern Pharma EKP | Equipo Kern Pharma EKP | Equipo Kern Pharma EKP |
| ---------------------- | ---------------------- | ---------------------- |
| Num                    | Ciclista               | Pos                    |
| 181                    | Urko Berrade (ESP)     | 47.                    |
| 182                    | José Félix Parra (ESP) | 28.                    |
| 183                    | Héctor Carretero (ESP) | DNF-1                  |
| 184                    | Iván Moreno (ESP)      | 67.                    |
| 185                    | Jaime Castrillo (ESP)  | 110.                   |
| 186                    | Álex Jaime (ESP)       | 83.                    |
| 187                    | Iván Cobo (ESP)        | 86.                    |

| Human Powered Health HPM | Human Powered Health HPM      | Human Powered Health HPM |
| ------------------------ | ----------------------------- | ------------------------ |
| Num                      | Ciclista                      | Pos                      |
| 191                      | Kristian Aasvold (NOR)        | 46.                      |
| 192                      | Stephen Bassett (USA)         | 100.                     |
| 193                      | Pier-André Coté (CAN)         | 102.                     |
| 194                      | Chad Haga (USA)               | 68.                      |
| 195                      | Benjamin King (USA)           | 106.                     |
| 196                      | Joey Rosskopf (USA) (estrada) | DNF-3                    |
| 197                      | Gavin Mannion (USA)           | DNF-1                    |

| Gazprom-RusVelo GAZ | Gazprom-RusVelo GAZ            | Gazprom-RusVelo GAZ |
| ------------------- | ------------------------------ | ------------------- |
| Num                 | Ciclista                       | Pos                 |
| 201                 | Ilnur Zakarin (RUS)            | DNF-3               |
| 202                 | Marco Canola (ITA)             | 95.                 |
| 203                 | José Manuel Díaz Gallego (ESP) | 21.                 |
| 204                 | Giovanni Carboni (ITA)         | 26.                 |
| 205                 | Nicola Conci (ITA)             | 48.                 |
| 206                 | Andrea Piccolo (ITA)           | 94.                 |
| 207                 | Christian Scaroni (ITA)        | 44.                 |

| Bingoal Pauwels Sauces WB BWB | Bingoal Pauwels Sauces WB BWB | Bingoal Pauwels Sauces WB BWB |
| ----------------------------- | ----------------------------- | ----------------------------- |
| Num                           | Ciclista                      | Pos                           |
| 211                           | Timothy Dupont (BEL)          | 113.                          |
| 212                           | Stanislaw Aniolkowski (POL)   | 104.                          |
| 213                           | Arjen Livyns (BEL)            | 76.                           |
| 214                           | Kenny Molly (BEL)             | 60.                           |
| 215                           | Mathijs Paasschens (NED)      | 49.                           |
| 216                           | Dimitri Peyskens (BEL)        | 103.                          |
| 217                           | Laurenz Rex (BEL)             | 65.                           |

| B&B Hotels-KTM BBK | B&B Hotels-KTM BBK     | B&B Hotels-KTM BBK |
| ------------------ | ---------------------- | ------------------ |
| Num                | Ciclista               | Pos                |
| 221                | Alan Boileau (FRA)     | DNF-2              |
| 222                | Maxime Chevalier (FRA) | 23.                |
| 223                | Pierre Rolland (FRA)   | 61.                |
| 224                | Adrien Lagrée (FRA)    | 108.               |
| 225                | Axel Laurance (FRA)    | 34.                |
| 226                | Luca Mozzato (ITA)     | 91.                |
| 227                | Jordi Warlop (BEL)     | NP-5               |

| Groupama-FDJ GFC | Groupama-FDJ GFC        | Groupama-FDJ GFC |
| ---------------- | ----------------------- | ---------------- |
| Num              | Ciclista                | Pos              |
| 1                | Olivier Le Gac (FRA)    | 42.              |
| 2                | Enzo Paleni (FRA)       | 105.             |
| 3                | Fabian Lienhard (SUI)   | 96.              |
| 4                | Anthony Roux (FRA)      | 55.              |
| 5                | Lars van den Berg (NED) | NP-5             |
| 6                | Attila Valter (HUN)     | 24.              |
| 7                | Bram Welten (NED)       | 107.             |

| Movistar Team MOV | Movistar Team MOV        | Movistar Team MOV |
| ----------------- | ------------------------ | ----------------- |
| Num               | Ciclista                 | Pos               |
| 11                | Jorge Arcas (ESP)        | 66.               |
| 12                | Iñigo Elosegui (ESP)     | 90.               |
| 13                | Juri Hollmann (GER)      | NP-2              |
| 14                | Enric Mas (ESP)          | 4.                |
| 15                | Gregor Mühlberger (AUT)  | 41.               |
| 16                | Einer Rubio (COL)        | NP-2              |
| 17                | Alejandro Valverde (ESP) | 5.                |

| Quick-Step Alpha Vinyl QST | Quick-Step Alpha Vinyl QST | Quick-Step Alpha Vinyl QST |
| -------------------------- | -------------------------- | -------------------------- |
| Num                        | Ciclista                   | Pos                        |
| 21                         | Mattia Cattaneo (ITA)      | 64.                        |
| 22                         | Josef Černý (CZE)          | 117.                       |
| 23                         | Remco Evenepoel (BEL)      | 2.                         |
| 24                         | Mikkel Honoré (DEN)        | NP-4                       |
| 25                         | Fabio Jakobsen (NED)       | 81.                        |
| 26                         | Yves Lampaert (BEL)        | 74.                        |
| 27                         | Michael Mørkøv (DEN)       | 85.                        |

| Ineos Grenadiers IGD | Ineos Grenadiers IGD        | Ineos Grenadiers IGD |
| -------------------- | --------------------------- | -------------------- |
| Num                  | Ciclista                    | Pos                  |
| 31                   | Jonathan Castroviejo (ESP)  | 56.                  |
| 32                   | Omar Fraile (ESP) (estrada) | NP-5                 |
| 33                   | Tao Geoghegan Hart (GBR)    | 12.                  |
| 34                   | Carlos Rodríguez (ESP)      | 3.                   |
| 35                   | Pavel Sivakov (RUS)         | 9.                   |
| 36                   | Ben Swift (GBR) (estrada)   | 50.                  |
| 37                   | Elia Viviani (ITA)          | 92.                  |

| UAE Team Emirates UAD | UAE Team Emirates UAD       | UAE Team Emirates UAD |
| --------------------- | --------------------------- | --------------------- |
| Num                   | Ciclista                    | Pos                   |
| 42                    | Juan Ayuso (ESP)            | 19.                   |
| 43                    | Ryan Gibbons (RSA)          | NP-3                  |
| 44                    | Juan Sebastián Molano (COL) | 89.                   |
| 45                    | Jan Polanc (SLO)            | 62.                   |
| 46                    | Marc Soler (ESP)            | 18.                   |
| 47                    | Matteo Trentin (ITA)        | 80.                   |

| Jumbo-Visma TJV | Jumbo-Visma TJV        | Jumbo-Visma TJV |
| --------------- | ---------------------- | --------------- |
| Num             | Ciclista               | Pos             |
| 51              | Edoardo Affini (ITA)   | NP-4            |
| 52              | David Dekker (NED)     | NP-4            |
| 53              | Pascal Eenkhoorn (NED) | NP-4            |
| 54              | Jos van Emden (NED)    | NP-4            |
| 55              | Gijs Leemreize (NED)   | NP-4            |
| 56              | Sam Oomen (NED)        | NP-4            |
| 57              | Milan Vader (NED)      | NP-4            |

| Bahrain Victorious TBV | Bahrain Victorious TBV        | Bahrain Victorious TBV |
| ---------------------- | ----------------------------- | ---------------------- |
| Num                    | Ciclista                      | Pos                    |
| 61                     | Yukiya Arashiro (JPN)         | 58.                    |
| 62                     | Pello Bilbao (ESP)            | 13.                    |
| 63                     | Jan Tratnik (SLO)             | 20.                    |
| 64                     | Matej Mohorič (SLO) (estrada) | 11.                    |
| 65                     | Luis León Sánchez (ESP)       | 7.                     |
| 66                     | Dylan Teuns (BEL)             | 17.                    |
| 67                     | Stephen Williams (GBR)        | NP-2                   |

| Astana Qazaqstan Team AST | Astana Qazaqstan Team AST   | Astana Qazaqstan Team AST |
| ------------------------- | --------------------------- | ------------------------- |
| Num                       | Ciclista                    | Pos                       |
| 71                        | Vincenzo Nibali (ITA)       | 16.                       |
| 72                        | David de la Cruz (ESP)      | 10.                       |
| 73                        | Manuele Boaro (ITA)         | 75.                       |
| 74                        | Fabio Felline (ITA)         | NP-1                      |
| 75                        | Antonio Nibali (ITA)        | NP-1                      |
| 76                        | Aleksandr Riabushenko (BLR) | 57.                       |
| 77                        | Andrey Zeits (KAZ)          | 37.                       |

| BikeExchange-Jayco BEX | BikeExchange-Jayco BEX        | BikeExchange-Jayco BEX |
| ---------------------- | ----------------------------- | ---------------------- |
| Num                    | Ciclista                      | Pos                    |
| 81                     | Lucas Hamilton (AUS)          | NP-3                   |
| 82                     | Dion Smith (NZL)              | NP-3                   |
| 84                     | Damien Howson (AUS)           | NP-3                   |
| 85                     | Tsgabu Grmay (ETH)            | NP-3                   |
| 86                     | Christopher Juul-Jensen (DEN) | NP-2                   |
| 87                     | Kaden Groves (AUS)            | NP-3                   |

| AG2R Citroën Team ACT | AG2R Citroën Team ACT        | AG2R Citroën Team ACT |
| --------------------- | ---------------------------- | --------------------- |
| Num                   | Ciclista                     | Pos                   |
| 91                    | Félix Gall (AUT)             | NP-3                  |
| 92                    | Jaakko Hänninen (FIN)        | NP-3                  |
| 93                    | Nicolas Prodhomme (FRA)      | 84.                   |
| 94                    | Michael Schär (SUI)          | 31.                   |
| 95                    | Nans Peters (FRA)            | 51.                   |
| 96                    | Gijs Van Hoecke (BEL)        | DNF-2                 |
| 97                    | Valentin Paret-Peintre (FRA) | 52.                   |

| Israel-Premier Tech IPT | Israel-Premier Tech IPT | Israel-Premier Tech IPT |
| ----------------------- | ----------------------- | ----------------------- |
| Num                     | Ciclista                | Pos                     |
| 101                     | Jenthe Biermans (BEL)   | 68.                     |
| 102                     | Matthias Brändle (AUT)  | 115.                    |
| 103                     | Jakob Fuglsang (DEN)    | 6.                      |
| 104                     | Ben Hermans (BEL)       | 53.                     |
| 105                     | Krists Neilands (LAT)   | 87.                     |
| 106                     | Giacomo Nizzolo (ITA)   | 32.                     |
| 107                     | James Piccoli (CAN)     | 135.                    |

| Bora-Hansgrohe BOH | Bora-Hansgrohe BOH     | Bora-Hansgrohe BOH |
| ------------------ | ---------------------- | ------------------ |
| Num                | Ciclista               | Pos                |
| 111                | Patrick Gamper (AUT)   | 79.                |
| 112                | Wilco Kelderman (NED)  | NP-3               |
| 113                | Jonas Koch (GER)       | 72.                |
| 114                | Ide Schelling (NED)    | 70.                |
| 115                | Aleksandr Vlasov (RUS) | 1.                 |
| 116                | Matthew Walls (GBR)    | DNF-3              |
| 117                | Ben Zwiehoff (GER)     | 32.                |

| Trek-Segafredo TFS | Trek-Segafredo TFS      | Trek-Segafredo TFS |
| ------------------ | ----------------------- | ------------------ |
| Num                | Ciclista                | Pos                |
| 121                | Jacopo Mosca (ITA)      | 87.                |
| 122                | Marc Brustenga (ESP)    | 109.               |
| 123                | Giulio Ciccone (ITA)    | 8.                 |
| 124                | Asbjørn Hellemose (DEN) | 40.                |
| 125                | Markus Hoelgaard (NOR)  | 30.                |
| 126                | Matteo Moschetti (ITA)  | 115.               |
| 127                | Antwan Tolhoek (NED)    | 14.                |

| Intermarché-Wanty-Gobert Matériaux IWG | Intermarché-Wanty-Gobert Matériaux IWG | Intermarché-Wanty-Gobert Matériaux IWG |
| -------------------------------------- | -------------------------------------- | -------------------------------------- |
| Num                                    | Ciclista                               | Pos                                    |
| 131                                    | Sven Erik Bystrøm (NOR)                | 39.                                    |
| 132                                    | Barnabás Peák (HUN)                    | 88.                                    |
| 133                                    | Alexander Kristoff (NOR)               | 82.                                    |
| 134                                    | Dimitri Claeys (BEL)                   | 99.                                    |
| 135                                    | Andrea Pasqualon (ITA)                 | 63.                                    |
| 136                                    | Adrien Petit (FRA)                     | 98.                                    |
| 137                                    | Loïc Vliegen (BEL)                     | 38.                                    |

| Team DSM DSM | Team DSM DSM                  | Team DSM DSM |
| ------------ | ----------------------------- | ------------ |
| Num          | Ciclista                      | Pos          |
| 141          | Nikias Arndt (GER)            | NP-4         |
| 142          | Tobias Lund Andresen (DEN)    | NP-3         |
| 143          | Leon Heinschke (GER)          | NP-4         |
| 144          | Jonas Iversby Hvideberg (NOR) | NP-4         |
| 145          | Marius Mayrhofer (GER)        | NP-4         |
| 146          | Casper Pedersen (DEN)         | DNF-3        |
| 147          | Florian Stork (GER)           | NP-4         |

| Caja Rural-Seguros RGA CJR | Caja Rural-Seguros RGA CJR | Caja Rural-Seguros RGA CJR |
| -------------------------- | -------------------------- | -------------------------- |
| Num                        | Ciclista                   | Pos                        |
| 151                        | Mikel Nieve (ESP)          | DNF-3                      |
| 152                        | Eduard Prades (ESP)        | 69.                        |
| 153                        | Julen Amézqueta (ESP)      | 78.                        |
| 154                        | Fernando Barceló (ESP)     | 33.                        |
| 155                        | David González López (ESP) | 77.                        |
| 156                        | Jonathan Lastra (ESP)      | 25.                        |
| 157                        | Sergio Martín (ESP)        | 71.                        |

| Burgos-BH BBH | Burgos-BH BBH         | Burgos-BH BBH |
| ------------- | --------------------- | ------------- |
| Num           | Ciclista              | Pos           |
| 161           | Ángel Madrazo (ESP)   | 114.          |
| 162           | Manuel Peñalver (ESP) | 97.           |
| 163           | Óscar Pelegrí (ESP)   | 112.          |
| 164           | Óscar Cabedo (ESP)    | 53.           |
| 165           | Pelayo Sánchez (ESP)  | 29.           |
| 166           | Jesús Ezquerra (ESP)  | 73.           |
| 167           | Daniel Navarro (ESP)  | 36.           |

| Euskaltel-Euskadi EUS | Euskaltel-Euskadi EUS    | Euskaltel-Euskadi EUS |
| --------------------- | ------------------------ | --------------------- |
| Num                   | Ciclista                 | Pos                   |
| 171                   | Xabier Azparren (ESP)    | 111.                  |
| 172                   | Ibai Azurmendi (ESP)     | 27.                   |
| 173                   | Joan Bou (ESP)           | 54.                   |
| 174                   | Antonio Jesús Soto (ESP) | 45.                   |
| 175                   | Txomin Juaristi (ESP)    | 101.                  |
| 176                   | Mikel Iturria (ESP)      | 22.                   |
| 177                   | Gotzon Martín (ESP)      | 35.                   |

| Equipo Kern Pharma EKP | Equipo Kern Pharma EKP | Equipo Kern Pharma EKP |
| ---------------------- | ---------------------- | ---------------------- |
| Num                    | Ciclista               | Pos                    |
| 181                    | Urko Berrade (ESP)     | 47.                    |
| 182                    | José Félix Parra (ESP) | 28.                    |
| 183                    | Héctor Carretero (ESP) | DNF-1                  |
| 184                    | Iván Moreno (ESP)      | 67.                    |
| 185                    | Jaime Castrillo (ESP)  | 110.                   |
| 186                    | Álex Jaime (ESP)       | 83.                    |
| 187                    | Iván Cobo (ESP)        | 86.                    |

| Human Powered Health HPM | Human Powered Health HPM      | Human Powered Health HPM |
| ------------------------ | ----------------------------- | ------------------------ |
| Num                      | Ciclista                      | Pos                      |
| 191                      | Kristian Aasvold (NOR)        | 46.                      |
| 192                      | Stephen Bassett (USA)         | 100.                     |
| 193                      | Pier-André Coté (CAN)         | 102.                     |
| 194                      | Chad Haga (USA)               | 68.                      |
| 195                      | Benjamin King (USA)           | 106.                     |
| 196                      | Joey Rosskopf (USA) (estrada) | DNF-3                    |
| 197                      | Gavin Mannion (USA)           | DNF-1                    |

| Gazprom-RusVelo GAZ | Gazprom-RusVelo GAZ            | Gazprom-RusVelo GAZ |
| ------------------- | ------------------------------ | ------------------- |
| Num                 | Ciclista                       | Pos                 |
| 201                 | Ilnur Zakarin (RUS)            | DNF-3               |
| 202                 | Marco Canola (ITA)             | 95.                 |
| 203                 | José Manuel Díaz Gallego (ESP) | 21.                 |
| 204                 | Giovanni Carboni (ITA)         | 26.                 |
| 205                 | Nicola Conci (ITA)             | 48.                 |
| 206                 | Andrea Piccolo (ITA)           | 94.                 |
| 207                 | Christian Scaroni (ITA)        | 44.                 |

| Bingoal Pauwels Sauces WB BWB | Bingoal Pauwels Sauces WB BWB | Bingoal Pauwels Sauces WB BWB |
| ----------------------------- | ----------------------------- | ----------------------------- |
| Num                           | Ciclista                      | Pos                           |
| 211                           | Timothy Dupont (BEL)          | 113.                          |
| 212                           | Stanislaw Aniolkowski (POL)   | 104.                          |
| 213                           | Arjen Livyns (BEL)            | 76.                           |
| 214                           | Kenny Molly (BEL)             | 60.                           |
| 215                           | Mathijs Paasschens (NED)      | 49.                           |
| 216                           | Dimitri Peyskens (BEL)        | 103.                          |
| 217                           | Laurenz Rex (BEL)             | 65.                           |

| B&B Hotels-KTM BBK | B&B Hotels-KTM BBK     | B&B Hotels-KTM BBK |
| ------------------ | ---------------------- | ------------------ |
| Num                | Ciclista               | Pos                |
| 221                | Alan Boileau (FRA)     | DNF-2              |
| 222                | Maxime Chevalier (FRA) | 23.                |
| 223                | Pierre Rolland (FRA)   | 61.                |
| 224                | Adrien Lagrée (FRA)    | 108.               |
| 225                | Axel Laurance (FRA)    | 34.                |
| 226                | Luca Mozzato (ITA)     | 91.                |
| 227                | Jordi Warlop (BEL)     | NP-5               |

Convenções:
- AB-N: Abandono na etapa "N"
- FLT-N: Retiro por chegada fora do limite de tempo na etapa "N"
- NTS-N: Não tomou a saída para a etapa "N"
- DES-N: Desclassificado ou expulsado na etapa "N"

## UCI World Ranking
A Volta à Comunidade Valenciana outorgou pontos para o UCI World Ranking para corredores das equipas nas categorias UCI WorldTeam, UCI ProTeam e Equipas Continentais. As seguintes tabelas são o barómetro de pontuação e os dez corredores que obtiveram mais pontos:
| Posição             | 1.º | 2.º | 3.º | 4.º | 5.º | 6.º | 7.º | 8.º | 9.º | 10.º | 11.º | 12.º | 13.º | 14.º | 15.º | 16.º-30.º | 31.º-40.º |
| Classificação geral | 200 | 150 | 125 | 100 | 85  | 70  | 60  | 50  | 40  | 35   | 30   | 25   | 20   | 15   | 10   | 5         | 3         |
| Por etapa           | 20  | 10  | 5   |     |     |     |     |     |     |      |      |      |      |      |      |           |           |
| Líder               | 5   |     |     |     |     |     |     |     |     |      |      |      |      |      |      |           |           |

| Classificação |                    |                        |       |       |       |       |
| Posição       | Ciclista           | Equipa                 | Geral | Etapa | Líder | Total |
| ------------- | ------------------ | ---------------------- | ----- | ----- | ----- | ----- |
| 1.º           | Aleksandr Vlasov   | Bora-Hansgrohe         | 200   | 30    | 10    | 240   |
| 2.º           | Remco Evenepoel    | Quick-Step Alpha Vinyl | 150   | 20    | 10    | 180   |
| 3.º           | Carlos Rodríguez   | Ineos Grenadiers       | 125   | 15    | -     | 140   |
| 4.º           | Enric Mas          | Movistar               | 100   | 5     | -     | 105   |
| 5.º           | Alejandro Valverde | Movistar               | 85    | -     | -     | 85    |
| 6.º           | Jakob Fuglsang     | Israel-Premier Tech    | 70    | -     | -     | 70    |
| 7.º           | Luis León Sánchez  | Bahrain Victorious     | 60    | -     | -     | 60    |
| 8.º           | Giulio Ciccone     | Trek-Segafredo         | 50    | -     | -     | 50    |
| 9.º           | Fabio Jakobsen     | Quick-Step Alpha Vinyl | -     | 40    | -     | 40    |
| 10.º          | Pavel Sivakov      | Ineos Grenadiers       | 40    | -     | -     | 40    |